# اوتو والاخ
اوتو والاخ (به آلمانی: Otto Wallach) ‏(زاده ۲۷ مارس ۱۸۴۷ – درگذشته ۲۶ فوریه ۱۹۳۱) شیمیدان آلمانی بود که در سال 1910 برای خدماتش در زمینهٔ شیمی آلی و صنعت در شیمی، به کمک گام‌های پیشرو اش در ترکیب‌های آلیفاتیک حلقوی موفق به دریافت جایزه نوبل شیمی شد.

## زندگی
والاخ در ۲۷ مارس سال ۱۸۴۷ در پروس متولد شد.در دبیرستان ادبیات و تاریخ هنر را آموخت و در سال ۱۸۶۷ در دانشگاه گوتینگن مشغول به تحصیل در رشته شیمی شد که در آن زمان فریدریش وهلر ریاست بخش شیمی آلی را برعهده داشت.
او در سال ۱۸۶۹ به همراه آگوست ویلهلم فون هافمن درجه دکترای خود را از دانشگاه گوتینگن دریافت کرد.